# 靈桂
靈桂（1815年—1885年），字小山，号薌生，中國清朝宗室、翰林、官员，滿洲正藍旗人。為顺治帝第五子常寧的八世孫，宣统帝之嫡外曾祖父（嫡外祖母之父）。历官道光咸丰同治光绪四朝，授武英殿大學士。

## 生平
正藍旗官學生，道光十五年（1835年）乙未恩科順天鄉試舉人（道光帝于本年在正大光明殿亲自覆試并披览所有顺天乡试举人试卷，载《清實錄道光朝實錄》）。道光十八年（1838年）戊戌科進士，殿試高居第二甲第一名（傳臚），選庶吉士，授翰林院編修，歷任國子監司業、翰林院侍講學士、翰林院侍讀學士、光绪十年翰林院掌院學士、日講起居注官。历任道光24年光祿寺卿、27年盛京兵部侍郎，28年工部右侍郎、29年刑部左侍郎，咸丰三年戶部右侍郎、七年理藩院右侍郎、八年刑部左侍郎，同治二年戶部左侍郎、五年都察院左都御史、十年理藩院尚書、十一年禮部尚書，光绪四年吏部尚書，五年崇文門正監督、太子少保，六年授协办大学士，七年體仁閣大學士、九年武英殿總裁、光绪十年武英殿大學士。又道光三十年任總管內務府大臣，咸丰同治光绪朝兼属護軍統領，咸丰三年鑲藍旗滿洲副都統，光绪四年兼属鑲紅旗蒙古都統、正紅旗滿洲都統，六年任侍卫大臣，七年正藍旗漢軍都統。道光二十九年（1849年）任己酉科順天鄉試副考官（载《清實錄道光朝實錄》）。光緒十一年（1885年）卒，追贈太保，入祀賢良祠，諡文恭。
任职工部侍郎时，道光三十年参与清西陵嘉庆帝孝和睿皇后钮祜禄氏昌西陵选址，任相度大臣之一（还有定郡王載銓、吏部尚書文慶等，载《清實錄道光朝實錄》）。

## 家庭
- 八世祖恭親王常寧（又常穎），順治帝第五子。
- 七世祖多羅僖敏貝勒海善。
- 玄祖宗室祿穆布（又伦布），御前头等侍卫；玄祖母他塔喇氏。
  - 胞兄三等侍衛宗室隆靄。其子宗室敦福；孙女愛新覺羅氏，嫁镶黄旗满洲戴佳氏嵩瞻（其子道光十一年（1831年）辛卯恩科舉人裕英；孙广林，妻曹氏（其胞兄正红旗汉军、同治十三年（1874年）甲戌科進士保昌，表兄正蓝旗汉军、光緒二年（1876年）丙子恩科進士胡俊章）；胞侄道光十六年（1836年）丙申恩科进士慧成，侄孙道光三十年（1850年）庚戌科进士晉康）。宗室隆靄后代还有光绪二年（1876年）丙子恩科进士宗室會章、光緒九年（1883年）癸未科榜眼宗室壽耆。
  - 胞姊爱新觉罗氏，嫁正白旗汉军孫承恩（父甘肅提督襄武公孫思克）。
- 高祖多羅貝子斐蘇，宗人府左宗正；高祖母鈕祜祿氏（父镶黄旗满洲瞻岱，祖父博啟，曾祖拉哈達，高祖三等阿達哈哈番車爾格）。
  - 胞兄宗室吉爾章阿；其曾孙道光十六年（1836年）丙申恩科三甲進士宗室榮棻，三继妻高佳氏（祖父鑲黃旗滿洲、雲麾使伊昇阿，伯祖父貴州、雲南巡撫伊桑阿，曾祖总兵高觀，高祖总兵高鈺，高伯祖文淵閣大學士文定公高斌）。
- 曾祖固山貝子明韶。曾祖母完顏氏（父散秩大臣博第）。
  - 胞兄宗室明本。嫡妻佟佳氏（父镶黄旗满洲、雍正十一年（1733年）癸丑科进士介福，胞叔理藩院尚書、正藍旗滿洲都統溫僖公補熙）。
  - 胞兄奉恩將軍明該。妻王佳氏（父内务府正白旗漢軍、乾隆十七年（1752年）壬申恩科進士王懿德，族亲后代有末任驻藏大臣联豫）。
  - 胞姊愛新覺羅氏，嫁鑲黃旗滿洲富察氏明義（字我齋，著有《綠煙鎖窗集》；父一等伯傅清，祖父莊愨公李榮保，姑母富察氏封乾隆帝之孝賢純皇后）。
- 祖父奉恩輔國公晉隆，领侍卫内大臣、部尚书、都统；嫡祖母兆佳氏（父同知兆傑），庶祖母生母曹佳氏（父曹成英）。
  - 胞兄兵部尚書、奉恩輔國公晉昌，著有《西域蟲鳴草》、《且住草堂詩稿》。其子嘉慶己巳恩科三甲進士宗室瑞林、道光壬辰恩科三甲進士宗室惠林（榜名惠霖）、宗室祥林。
- 父道光丙戌科二甲進士宗室豫本（榜名宗室毓本，字務旃，号茶邨），有《茶村集》、《选梦楼诗钞》（画家王用誉（字士美，号鹭客）序，其父康熙五十二年（1713年）癸巳恩科状元王敬铭；门生正蓝旗汉军徐桐、孙女婿正白旗满洲瓜爾佳氏榮祿跋）。
  - 胞兄輔國將軍豫彩（又毓彩），妻嚴佳氏（父嚴賡），輝發那拉氏（父内务府正白旗满洲、乾隆癸卯科舉人延庚，姑母封道光帝之和妃），继子山東按察使宗室靈杰。
- 母苏完瓜爾佳氏（父正白旗汉军石蘭圖，祖父乾隆乙丑科進士石之珂）。
- 胞兄宗室靈，山東按察使；妻伊爾根覺羅氏。子一宗室孚馨（字伯兰），妻高佳氏（父镶黄旗满洲粵訥，祖父乾隆四十三年（1778年）戊戌科进士、湖南巡撫廣厚，曾祖文端公高晉）。子二宗室孚曾；孙宗室寶瑛，娶赫舍里氏（其父道光十八年（1838年）戊戌科进士如山，与宗室靈桂进士同榜；母伊爾根覺羅氏）。
- 妻西林覺羅氏（父正蓝旗满洲連輝，母伊爾根覺羅氏，祖父盛京工部左侍郎常文；胞兄舒濟，其子廣州將軍恪愍公孚琦；胞姊西林覺羅氏，继配嫁宗室祥登，其原配喜塔臘氏（曾祖正白旗满洲誠倫；曾祖母高佳氏，其父镶黄旗满洲、总兵高鈺，胞伯文定公高斌，嫡堂兄文端公高晉；高祖文端公來保））。
- 养子宗室孚會（生父宗室靈杰）。妻齊禮特氏（父正藍旗蒙古、道光癸巳科繙譯進士文廉；胞兄格嵩額，妻他塔喇氏（父镶红旗满洲、道光丁酉科舉人長啟，祖父莊毅公裕泰；胞姊他塔喇氏嫁光緒丙子科進士、正藍旗宗室會章））。
- 女爱新觉罗氏，继配嫁正白旗满洲、文華殿大學士文忠公瓜爾佳氏榮祿。其女瓜尔佳氏（生母庶母刘氏），嫁醇亲王载沣，生宣统帝溥仪。
- 女爱新觉罗氏，嫁正白旗满洲穆尔察氏耆年（父察哈尔都统莊愨公福興；胞兄四川盐茶道耆安，妻李氏（父内务府正白旗汉军李希鄴，胞姊李氏原配嫁正蓝旗汉军进士胡俊章，伯祖父道光十三年（1833年）癸巳科翰林李恩庆））。